# Мушг, Адольф
Адольф Мушг (нем. Friedrich Adolf, род. 13 мая 1934 года, Цолликоне, кантон Цюрих, Швейцария) — швейцарский писатель и профессор литературы. Мушг был членом Gruppe Olten.

## Биография
Адольф Мушг родился в Цолликоне, кантон Цюрих, Швейцария. Он изучал германистику, английский язык и философию в университетах Цюриха и Кембриджа и получил докторскую степень, защитив диссертацию о Эрнсте Барлахе.
С 1959 по 1962 год он работал учителем в Цюрихе. Затем также преподавал в Гёттингене, Японии и США. С 1970 по 1999 год Мушг был профессором немецкого языка и литературы в Eidgenössische Technische Hochschule.
Он написал предисловие к скандальным мемуарам Фрица Цорна «Марс». Книга указала на якобы «вызывающий рак» образ жизни богатого цюрихского Голд-Коста и спровоцировала скандал в Швейцарии; ее автор умер от рака еще до ее выхода. Мушг также выпустил такие провокационные работы, как «Если бы Освенцим находился в Швейцарии».
С 1976 года он является членом Академии художеств в Берлине; он также является членом Академии наук и литературы в Майнце и Немецкой академии языка и поэзии в Дармштадте. В 2003 году он был избран президентом Берлинской академии, но покинул пост президента в декабре 2005 года из-за разногласий с Сенатом Академии по вопросам связей с общественностью.
Мушг живет в Маннедорфе недалеко от Цюриха.

## Награды
- 1968 Премия Конрада Фердинанда Мейера;
- 1974 Литературная премия Германа Гессе;
- 1984 Цюрихская литературная премия;
- 1990 Медаль Карла Цукмайера;
- 1993 Премия Рикарды;
- Хуч 1994 Премия Георга Бюхнера;
- 1995 Международная литературная премия Виленицы;
- Премия Гриммельсгаузена 2001 года;
- Премия Международного общества Германа Гессе 2017 года.